# Tân Thành Bình
Tân Thành Bình là một xã thuộc tỉnh Vĩnh Long, Việt Nam. 

## Địa lý
Xã Tân Thành Bình có vị trí địa lý:
- Phía bắc giáp phường Bến Tre và xã Phước Mỹ Trung.
- Phía đông giáp phường An Hội, ranh giới là sông Hàm Luông.
- Phía nam giáp các xã Đồng Khởi, Nhuận Phú Tân và Mỏ Cày.
- Phía tây giáp xã Hưng Khánh Trung.

Xã Tân Thành Bình có diện tích 52,65 km², dân số năm 2025 của xã là 46.858 người, mật độ 889 người/km².
Xã có quốc lộ 60 cắt ngang qua, và là đầu tuyến đường tỉnh 882 nối quốc lộ 60 và quốc lộ 57.

## Hành chính
Xã Tân Thành Bình được chia thành 9 ấp: Chợ Xếp, Tân Long I, Tân Long II, Tân Long III, Thanh Bình I, Thanh Bình II, Thành Hóa I, Thành Hóa II, Tân Thiện.

## Lịch sử
Từ năm 1918 đến năm 1947, xã Tân Thành Bình thuộc quận Mỏ Cày.
Trong giai đoạn từ năm 1948 – 1975, xã thuộc huyện Mỏ Cày Bắc.
Từ năm 1956 chính quyền Việt Nam Cộng Hòa chia tỉnh thành 10 quận, xã Tân Thành Bình thuộc quận Đôn Nhơn (trung tâm đặt tại Ba Vát).
Từ năm 1975, xã trực thuộc huyện Mỏ Cày cho đến năm 2009.
Xã được quy hoạch phát triển lên đô thị loại V năm 2015.
Ngày 16 tháng 6 năm 2025, Ủy ban Thường vụ Quốc hội ban hành Nghị quyết số 1687/NQ-UBTVQH15 về việc sắp xếp các đơn vị hành chính cấp xã của tỉnh Vĩnh Long năm 2025. Theo đó, sắp xếp toàn bộ diện tích tự nhiên, quy mô dân số của các xã Tân Thành Bình, Hòa Lộc, Tân Bình và Thành An thành xã mới có tên gọi là xã Tân Thành Bình.
Sau khi sáp nhập, xã Tân Thành Bình có 52,65 km² diện tích tự nhiên và dân số 46.858 người.

## Nông thôn mới
Đây là một trong 25 xã điểm của tỉnh Bến Tre trong chương trình xây dựng nông thôn mới.

## Giao thông

### Đường bộ

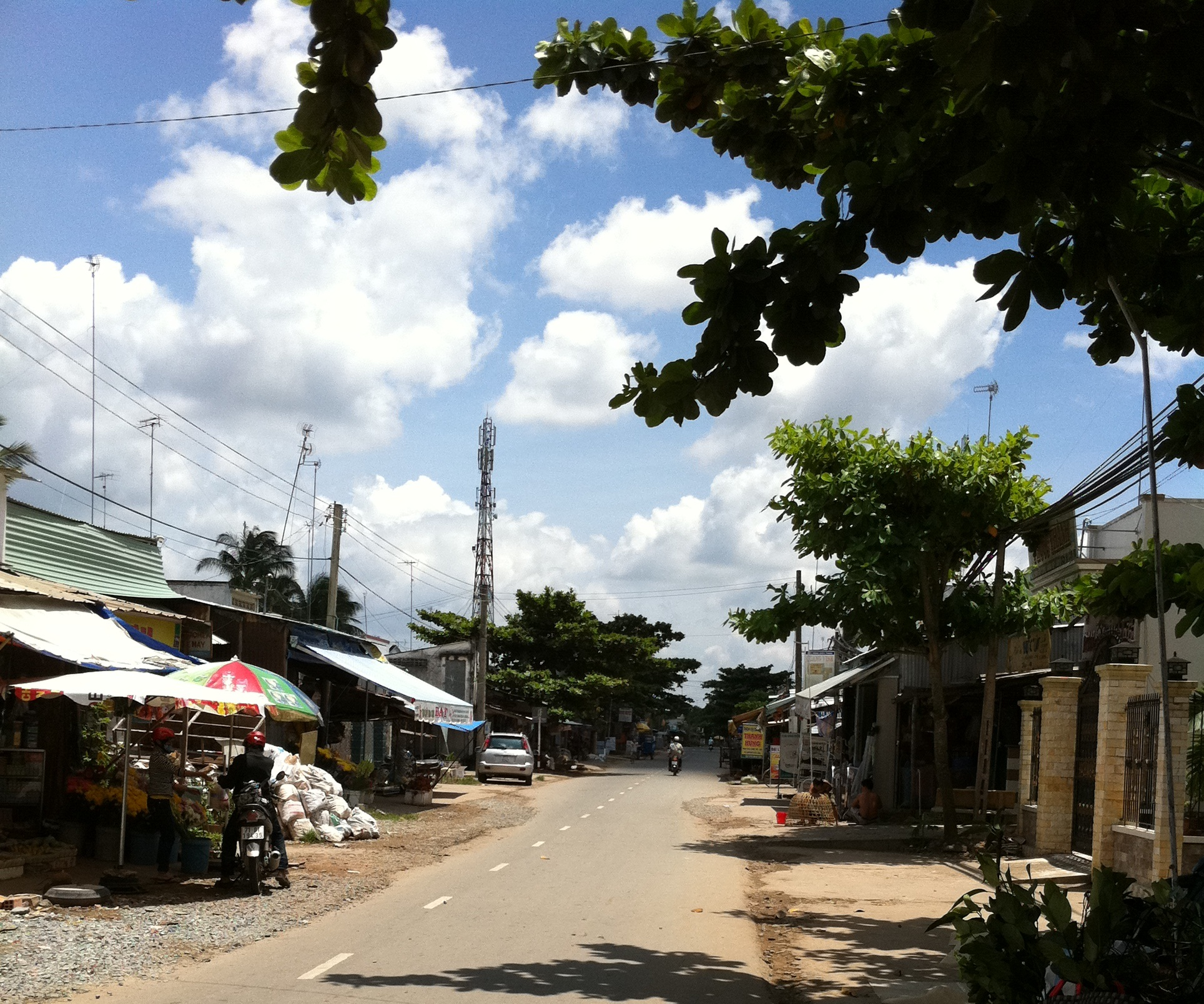
Quốc lộ 60 cũ đi qua chợ Xép

Xã có Quốc lộ 60 cắt ngang qua và là đầu tuyến đường tỉnh 882 nối Quốc lộ 60 và Quốc lộ 57.
Các tuyến xe buýt đi qua địa bàn xã gồm:
- Tuyến số 1: 20 phút/chuyến
  - Tại đầu bến xe Mỹ Tho bắt đầu từ 05 giờ 00 phút đến 18 giờ 30 phút
  - Tại đầu bến phà Cổ chiên bắt đầu từ 04 giờ 30 phút đến 17 giờ 40 phút.

Lộ trình: Bến phà Cổ Chiên - Quốc lộ 60 - qua cầu Hàm Luông - Quốc lộ 60 theo đường tránh Quốc lộ 60 đến vòng xoay Bình Phú - đường Nguyễn Văn Tư đến vòng xoay chợ Ngã Năm - đường Đoàn Hoàng Minh qua cầu Nhà Thương - đường Cách mạng Tháng Tám - Đại lộ Đồng Khởi - Quốc lộ 60 - huyện lộ 02 - Quốc lộ 60 - cầu Rạch Miễu - Quốc lộ 60 - đường Ấp Bắc - Bến xe tỉnh Tiền Giang và ngược lại.
- Tuyến số 4: 20 phút /chuyến. 
  - Tại đầu bến xe Bến Tre bắt đầu từ 05 giờ 00 phút đến 16 giờ 00 phút
  - Tại đầu bến phà Cầu Ván bắt đầu từ 05 giờ 00 phút đến 16 giờ 00 phút.

Lộ trình: Điểm đầu Bến xe khách tỉnh - Quốc lộ 60 (vòng xoay Tân Thành) - đường tránh Quốc lộ 60 - Cầu Hàm Luông - Quốc lộ 60 - đường tỉnh 882 - Quốc lộ 60 - Quốc lộ 57 đi qua thị trấn huyện Thạnh Phú đến điểm cuối cách bến phà Cầu Ván 15m phía xã An Nhơn, Thạnh Phú và ngược lại.
- Tuyến số 8: 20 phút /chuyến
  - Tại đầu bến xe Bến Tre bắt đầu từ 05 giờ 30 phút đến 18 giờ 00 phút.

Lộ trình: Điểm đầu Bến xe khách tỉnh Bến Tre - Quốc lộ 60 - cầu Hàm Luông - tỉnh lộ 882 - Ngã ba Cây Trâm - Quốc lộ 57 - thị trấn Chợ Lách- Điểm cuối Phà Đình Khao và ngược lại. Phà Đình Khao (nối với Vĩnh Long) - Thị trấn Chợ Lách - Cái Mơn - Ba Vát - TP. Bến Tre.
Ngoài ra, dịp Lễ hội Dừa 2012 còn có tuyến xe bút tạm phục vụ du khách miễn phí từ Tp. Bến Tre đến thị trấn Mỏ Cày, với điểm dừng tại vườn dừa xiêm xanh ấp Thành Hóa.
Ngoài hệ thống xe buýt còn nhiều chuyến xe khách từ các huyện Thạnh Phú, Mỏ Cày Nam và Chợ Lách đi qua về hướng TP. Bến Tre - Thành phố Hồ Chí Minh.

### Đường thủy
Phía đông của xã giáp với sông Hàm Luông nên có điểm thuận lợi trong giao thông đường thủy. Ngoài ra, đường thủy còn kết nối với thị trấn Mỏ Cày là sông Nước Trong.

## Kinh tế - xã hội

### Kinh tế
Dân trong xã sống chủ yếu nhờ vào nông nghiệp, tiểu thủ công nghiệp và buôn bán nhỏ. Là một trong những xã được hỗ trợ bởi Dự án Phát triển kinh doanh với người nghèo nông thôn Bến Tre, đã có nhiều mô hình tổ hợp tác và hợp tác xã, như: trồng dừa, trồng bưởi, nuôi gà sinh học. Mô hình trồng xem và nuôi xen ở địa phương này được xem là một mô hình nông nghiệp thành công trong tỉnh. Xã có 1.165 ha dừa, các loại cây trồng xen như bưởi da xanh, ca cao.
Thu nhập bình quân đầu người tính đến cuối năm 2013 là 22,5 triệu đồng. Số hộ nghèo là 324 trong tổng số 3.849 của xã chiếm 8,42%.
Theo quy hoạch của tỉnh Bến Tre, cụm công nghiệp Tân Thành Bình phát triển tập trung vào may mặc, với diện tích quy hoạch 33 ha, do tổng công ty may Việt Tiến làm chủ đầu tư. Năm 2018, cụm công nghiệp được chính thức thành lập nằm giáp Quốc lộ 60 và là cụm công nghiệp thứ 10 được thành lập trong tỉnh.
Tân Thành Bình được quy hoạch là cảng hàng hóa, nằm trong vùng II (vùng nước lợ) trong chương trình quy hoạch phát triển kinh tế của tỉnh Bến Tre.
Mỏ cát san lấp thuộc địa bàn xã trên sông Hàm Luông có trữ lượng khoảng 2 triệu m³.

#### Giáo dục
Trên địa xã có các trường học:
- Trường THPT Lê Anh Xuân, ngôi trường được đặt tên theo nhà thơ Lê Anh Xuân[15]
- Trường THCS Nguyễn Văn Tư[16]
- Trường TH Tân Thành Bình 1 và 2
- Trường MN Tân Thành Bình đạt chuẩn quốc gia.[17]

#### Y tế
Trạm Y tế của xã đạt chuẩn Quốc gia năm 2007 và được xây dựng mới năm 2010 đặt tại ấp Tân Long 2. Trạm có 3 y sĩ, 2 điều dưỡng, 1 hộ sinh, 1 xét nghiệm viên, và cũng là Phòng khám đa khoa khu vực.
Các bệnh viện gần nhất tính từ trung tâm xã theo thứ tự gồm:
- Bệnh viện Nguyễn Đình Chiểu ở TP. Bến Tre
- Bệnh viện đa khoa khu vực Cù Lao Minh hay gọi tắt là bệnh viện Cù Lao Minh cách 10 km
- Bệnh viện đa khoa Mỏ Cày Bắc đang được xây dựng tại xã Phước Mỹ Trung cách 7 km.[19]

#### Hệ thống nước sạch
Nhà máy nước Tân Thành Bình đã đưa vào hoạt động cung cấp nước sạch cho 514 hộ trên tổng số 3.667 hộ của xã chiếm 14% số hộ được cung cấp nước sạch. Tuy nhiên, vào mùa khô do ảnh hưởng của nước mặn xâm nhập từ sông Hàm Luông nguồn nước cấp cũng bị nhiễm mặn.

#### Chợ
Chợ Xếp (đôi khi gọi là chợ Xép) là một chợ được xây dựng từ năm 1971, đây là nơi có hoạt động buôn bán tấp nập thu hút dân cư của xã và các xã lân cận. Chợ này được mở rộng và nâng cấp năm 2011. Chợ Xếp mới có diện tích chợ 2.770m² nền đổ bê-tông, trong đó nhà lồng chợ có diện tích 230m² và có hệ thống cống thoát nước.

## Văn hóa - du lịch

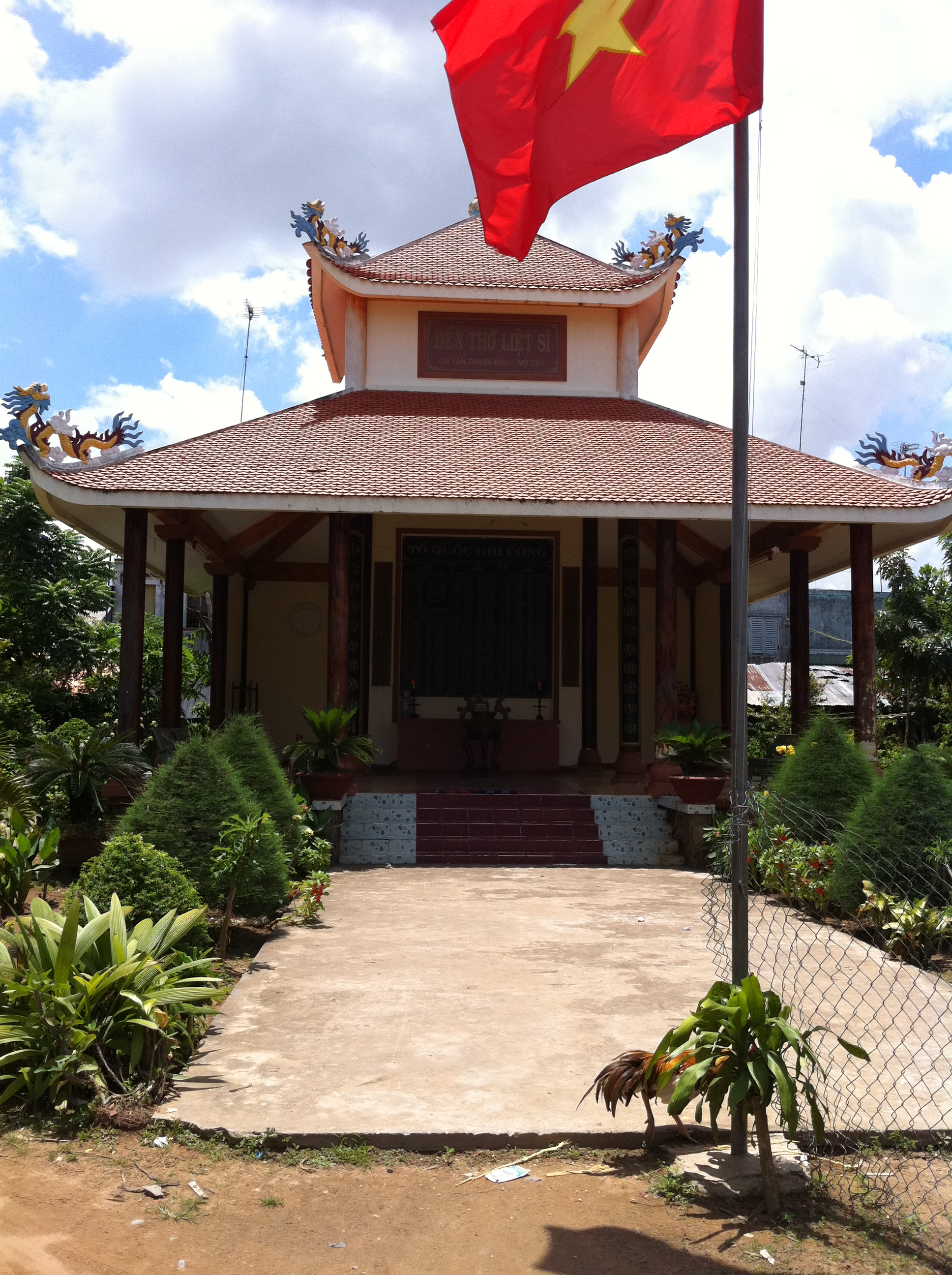
Đền liệt sĩ ghi tên 382 liệt sĩ xã Tân Thành Bình

Xã được truy tặng danh hiệu Anh hùng lực lượng vũ trang năm 1999 và được công nhận đạt chuẩn xã văn hóa năm 2011. Xã có 32 Bà mẹ Việt Nam anh hùng, 3 Anh hùng lực lượng vũ trang, 382 liệt sĩ. Tân Thành Bình là một trong 3 xã của huyện Mỏ Cày Bắc (còn lại là Tân Phú Tây và Tân Thanh Tây) được chọn thí điểm trong chương trình xây dựng nông thôn mới của tỉnh Bến Tre.
Chùa Hương Nghiêm là một ngôi chùa được xây dựng năm 1940 với diện tích 3.300 m², nằm ngay sau trường Trung học phổ thông Lê Anh Xuân; chùa Long Hoa được xây dựng năm 1952 và được trùng tu năm 1977, với diện tích 70 m² tại ấp 7. Cả hai đều theo hệ phái Bắc Tông.

### Du lịch
Điểm tham quan vườn dừa xiêm xanh ở ấp Thành Hóa 1 nằm trong tuyến du lịch thành phố Bến Tre-Mỏ Cày Bắc-Mỏ Cày Nam.

## Danh nhân
- Ca Văn Thỉnh: (1902 – 1987), từng giữ quyền Bộ trưởng Bộ giáo dục năm 1946, Viện trưởng Viện Khoa học xã hội miền Nam tại Thành phố Hồ Chí Minh từ năm 1975 đến khi nghỉ hưu.[28]
- Lê Anh Xuân (hay còn được gọi Ca Lê Hiến): (1940 – 1968) là nhà thơ
- Ca Lê Thuần: Phó Giáo sư, Tiến sĩ, Nguyên Đại biểu Quốc hội khóa 7,8, 9 và hiện là Chủ tịch Liên hiệp các Hội Văn học Nghệ thuật Thành phố Hồ Chí Minh[29][30]
- Nguyễn Văn Tư : (1935 – 1964) là anh hùng, liệt sĩ[31]
- Diễn viên Nguyễn Huỳnh: (1967 – 2009).[32]